# Copa J. League 1997
La Copa J. League 1997, también conocida como Copa Yamazaki Nabisco ’97 por motivos de patrocinio, fue la 22.ª edición de la Copa de la Liga de Japón y la 5.ª edición bajo el actual formato.
El campeón fue Kashima Antlers, tras vencer en la final a Júbilo Iwata. De esta manera, el conjunto de la prefectura de Ibaraki se consagró por primera vez en este torneo.

## Formato de competición
- Formaron parte del torneo los 17 equipos que participaron de la J. League 1997 y 3 pertenecientes a la Japan Football League 1997, de los cuales 2 eran asociados a la J. League. Como Sagan Tosu era el equipo heredero de Tosu Futures, quien había sido miembro afiliado a la J. League, se le concedió la oportunidad de formar parte del torneo.
- Fase de grupos: se fijó el 8 de marzo para el inicio de la participación de los conjuntos, que fueron divididos en cinco grupos de cuatro clubes cada uno. De esta manera, cada cuadro debió disputar seis juegos en total -tres de local y tres de visitante-.
  - Para determinar el orden de clasificación de los equipos se utilizó el siguiente criterio:

1. Puntos obtenidos.
2. Diferencia de goles.
3. Goles a favor.
4. Sorteo.
Los cuatro ganadores de grupo junto con los tres mejores segundos avanzaron a la fase final del torneo.
- Fase final: se llevó a cabo entre los ocho clubes provenientes de la primera fase.
  - En todas las rondas se enfrentaron en serie de dos partidos, a ida y vuelta. En caso de igualdad en el total de goles, se realizaría una prórroga con gol de oro. De continuar la igualdad en el marcador global, se realizaría una tanda de penales.

## Calendario
| Etapa          | Ronda            | Ida                     | Vuelta                     | Observaciones                                          |
| -------------- | ---------------- | ----------------------- | -------------------------- | ------------------------------------------------------ |
| Fase de grupos | Fecha 1          | 8 de marzo de 1997      | 8 de marzo de 1997         | Sin observaciones                                      |
| Fase de grupos | Fecha 2          | 15 de marzo de 1997     | 15 de marzo de 1997        | Sin observaciones                                      |
| Fase de grupos | Fecha 3          | 19 de marzo de 1997     | 19 de marzo de 1997        | Sin observaciones                                      |
| Fase de grupos | Fecha 4          | 22 de marzo de 1997     | 22 de marzo de 1997        | Sin observaciones                                      |
| Fase de grupos | Fecha 5          | 26 de marzo de 1997     | 26 de marzo de 1997        | Sin observaciones                                      |
| Fase de grupos | Fecha 6          | 29 de marzo de 1997     | 29 de marzo de 1997        | Sin observaciones                                      |
| Fase final     | Cuartos de final | 15 de octubre de 1997   | 18 de octubre de 1997      | Sin observaciones                                      |
| Fase final     | Semifinales      | 1 de noviembre de 1997  | 8 y 9 de noviembre de 1997 | Participación de los ganadores de los cuartos de final |
| Fase final     | Final            | 22 de noviembre de 1997 | 29 de noviembre de 1997    | Participación de los ganadores de las semifinales      |

## Fase de grupos

### Grupo A
| Equipo              | Pts | PJ | PG | PE | PP | GF | GC | DG  |
| ------------------- | --- | -- | -- | -- | -- | -- | -- | --- |
| JEF United Ichihara | 15  | 6  | 5  | 0  | 1  | 15 | 5  | +10 |
| Shimizu S-Pulse     | 9   | 6  | 2  | 3  | 1  | 7  | 6  | +1  |
| Bellmare Hiratsuka  | 8   | 6  | 2  | 2  | 2  | 14 | 10 | +4  |
| Vegalta Sendai      | 1   | 6  | 0  | 1  | 5  | 5  | 20 | -15 |

| \| Fecha \| Lugar \| Local \| Resultado \| Visitante \| \| ----------- \| --------- \| ------------------- \| --------- \| ------------------- \| \| 8 de marzo \| Ichihara \| JEF United Ichihara \| 4:0 \| Vegalta Sendai \| \| 8 de marzo \| Shizuoka \| Shimizu S-Pulse \| 0:0 \| Bellmare Hiratsuka \| \| 15 de marzo \| Sendai \| Vegalta Sendai \| 0:2 \| Shimizu S-Pulse \| \| 15 de marzo \| Hiratsuka \| Bellmare Hiratsuka \| 1:2 \| JEF United Ichihara \| \| 19 de marzo \| Hiratsuka \| Bellmare Hiratsuka \| 6:0 \| Vegalta Sendai \| \| 19 de marzo \| Shizuoka \| Shimizu S-Pulse \| 2:0 \| JEF United Ichihara \| \| 22 de marzo \| Ichihara \| JEF United Ichihara \| 3:1 \| Bellmare Hiratsuka \| \| 22 de marzo \| Shizuoka \| Shimizu S-Pulse \| 1:1 \| Vegalta Sendai \| \| 26 de marzo \| Sendai \| Vegalta Sendai \| 3:4 \| Bellmare Hiratsuka \| \| 26 de marzo \| Ichihara \| JEF United Ichihara \| 3:0 \| Shimizu S-Pulse \| \| 29 de marzo \| Sendai \| Vegalta Sendai \| 1:3 \| JEF United Ichihara \| \| 29 de marzo \| Hiratsuka \| Bellmare Hiratsuka \| 2:2 \| Shimizu S-Pulse \| |           |                     |           |                     |
| Fecha | Lugar     | Local               | Resultado | Visitante           |
| 8 de marzo | Ichihara  | JEF United Ichihara | 4:0       | Vegalta Sendai      |
| 8 de marzo | Shizuoka  | Shimizu S-Pulse     | 0:0       | Bellmare Hiratsuka  |
| 15 de marzo | Sendai    | Vegalta Sendai      | 0:2       | Shimizu S-Pulse     |
| 15 de marzo | Hiratsuka | Bellmare Hiratsuka  | 1:2       | JEF United Ichihara |
| 19 de marzo | Hiratsuka | Bellmare Hiratsuka  | 6:0       | Vegalta Sendai      |
| 19 de marzo | Shizuoka  | Shimizu S-Pulse     | 2:0       | JEF United Ichihara |
| 22 de marzo | Ichihara  | JEF United Ichihara | 3:1       | Bellmare Hiratsuka  |
| 22 de marzo | Shizuoka  | Shimizu S-Pulse     | 1:1       | Vegalta Sendai      |
| 26 de marzo | Sendai    | Vegalta Sendai      | 3:4       | Bellmare Hiratsuka  |
| 26 de marzo | Ichihara  | JEF United Ichihara | 3:0       | Shimizu S-Pulse     |
| 29 de marzo | Sendai    | Vegalta Sendai      | 1:3       | JEF United Ichihara |
| 29 de marzo | Hiratsuka | Bellmare Hiratsuka  | 2:2       | Shimizu S-Pulse     |

### Grupo B
| Equipo            | Pts | PJ | PG | PE | PP | GF | GC | DG |
| ----------------- | --- | -- | -- | -- | -- | -- | -- | -- |
| Consadole Sapporo | 9   | 6  | 2  | 3  | 1  | 12 | 10 | +2 |
| Verdy Kawasaki    | 9   | 6  | 2  | 3  | 1  | 9  | 8  | +1 |
| Gamba Osaka       | 7   | 6  | 2  | 1  | 3  | 10 | 11 | -1 |
| Yokohama Marinos  | 7   | 6  | 2  | 1  | 3  | 10 | 12 | -2 |

| \| Fecha \| Lugar \| Local \| Resultado \| Visitante \| \| ----------- \| -------- \| ----------------- \| --------- \| ----------------- \| \| 8 de marzo \| Suita \| Gamba Osaka \| 3:3 \| Consadole Sapporo \| \| 8 de marzo \| Tokio \| Verdy Kawasaki \| 1:1 \| Yokohama Marinos \| \| 15 de marzo \| Yokohama \| Yokohama Marinos \| 3:4 \| Gamba Osaka \| \| 15 de marzo \| Isahaya \| Consadole Sapporo \| 2:2 \| Verdy Kawasaki \| \| 19 de marzo \| Kawasaki \| Verdy Kawasaki \| 1:2 \| Gamba Osaka \| \| 19 de marzo \| Yokohama \| Yokohama Marinos \| 1:3 \| Consadole Sapporo \| \| 22 de marzo \| Kawasaki \| Verdy Kawasaki \| 2:2 \| Consadole Sapporo \| \| 22 de marzo \| Suita \| Gamba Osaka \| 1:2 \| Yokohama Marinos \| \| 26 de marzo \| Gifu \| Consadole Sapporo \| 1:2 \| Yokohama Marinos \| \| 26 de marzo \| Suita \| Gamba Osaka \| 0:1 \| Verdy Kawasaki \| \| 29 de marzo \| Kumamoto \| Consadole Sapporo \| 1:0 \| Gamba Osaka \| \| 29 de marzo \| Yokohama \| Yokohama Marinos \| 1:2 \| Verdy Kawasaki \| |          |                   |           |                   |
| Fecha | Lugar    | Local             | Resultado | Visitante         |
| 8 de marzo | Suita    | Gamba Osaka       | 3:3       | Consadole Sapporo |
| 8 de marzo | Tokio    | Verdy Kawasaki    | 1:1       | Yokohama Marinos  |
| 15 de marzo | Yokohama | Yokohama Marinos  | 3:4       | Gamba Osaka       |
| 15 de marzo | Isahaya  | Consadole Sapporo | 2:2       | Verdy Kawasaki    |
| 19 de marzo | Kawasaki | Verdy Kawasaki    | 1:2       | Gamba Osaka       |
| 19 de marzo | Yokohama | Yokohama Marinos  | 1:3       | Consadole Sapporo |
| 22 de marzo | Kawasaki | Verdy Kawasaki    | 2:2       | Consadole Sapporo |
| 22 de marzo | Suita    | Gamba Osaka       | 1:2       | Yokohama Marinos  |
| 26 de marzo | Gifu     | Consadole Sapporo | 1:2       | Yokohama Marinos  |
| 26 de marzo | Suita    | Gamba Osaka       | 0:1       | Verdy Kawasaki    |
| 29 de marzo | Kumamoto | Consadole Sapporo | 1:0       | Gamba Osaka       |
| 29 de marzo | Yokohama | Yokohama Marinos  | 1:2       | Verdy Kawasaki    |

### Grupo C
| Equipo             | Pts | PJ | PG | PE | PP | GF | GC | DG  |
| ------------------ | --- | -- | -- | -- | -- | -- | -- | --- |
| Kashima Antlers    | 11  | 6  | 3  | 2  | 1  | 16 | 9  | +7  |
| Urawa Red Diamonds | 10  | 6  | 2  | 4  | 0  | 9  | 3  | +6  |
| Cerezo Osaka       | 8   | 6  | 2  | 2  | 2  | 11 | 10 | +1  |
| Sagan Tosu         | 2   | 6  | 0  | 2  | 4  | 1  | 15 | -14 |

| \| Fecha \| Lugar \| Local \| Resultado \| Visitante \| \| ----------- \| ------- \| ------------------ \| --------- \| ------------------ \| \| 8 de marzo \| Tosu \| Sagan Tosu \| 0:0 \| Urawa Red Diamonds \| \| 8 de marzo \| Kashima \| Kashima Antlers \| 2:4 \| Cerezo Osaka \| \| 15 de marzo \| Osaka \| Cerezo Osaka \| 2:0 \| Sagan Tosu \| \| 15 de marzo \| Saitama \| Urawa Red Diamonds \| 1:1 \| Kashima Antlers \| \| 19 de marzo \| Kashima \| Kashima Antlers \| 5:0 \| Sagan Tosu \| \| 19 de marzo \| Osaka \| Cerezo Osaka \| 1:1 \| Urawa Red Diamonds \| \| 22 de marzo \| Tosu \| Sagan Tosu \| 0:0 \| Cerezo Osaka \| \| 22 de marzo \| Kashima \| Kashima Antlers \| 0:0 \| Urawa Red Diamonds \| \| 26 de marzo \| Tosu \| Sagan Tosu \| 1:4 \| Kashima Antlers \| \| 26 de marzo \| Saitama \| Urawa Red Diamonds \| 3:1 \| Cerezo Osaka \| \| 29 de marzo \| Saitama \| Urawa Red Diamonds \| 4:0 \| Sagan Tosu \| \| 29 de marzo \| Osaka \| Cerezo Osaka \| 3:4 \| Kashima Antlers \| |         |                    |           |                    |
| Fecha | Lugar   | Local              | Resultado | Visitante          |
| 8 de marzo | Tosu    | Sagan Tosu         | 0:0       | Urawa Red Diamonds |
| 8 de marzo | Kashima | Kashima Antlers    | 2:4       | Cerezo Osaka       |
| 15 de marzo | Osaka   | Cerezo Osaka       | 2:0       | Sagan Tosu         |
| 15 de marzo | Saitama | Urawa Red Diamonds | 1:1       | Kashima Antlers    |
| 19 de marzo | Kashima | Kashima Antlers    | 5:0       | Sagan Tosu         |
| 19 de marzo | Osaka   | Cerezo Osaka       | 1:1       | Urawa Red Diamonds |
| 22 de marzo | Tosu    | Sagan Tosu         | 0:0       | Cerezo Osaka       |
| 22 de marzo | Kashima | Kashima Antlers    | 0:0       | Urawa Red Diamonds |
| 26 de marzo | Tosu    | Sagan Tosu         | 1:4       | Kashima Antlers    |
| 26 de marzo | Saitama | Urawa Red Diamonds | 3:1       | Cerezo Osaka       |
| 29 de marzo | Saitama | Urawa Red Diamonds | 4:0       | Sagan Tosu         |
| 29 de marzo | Osaka   | Cerezo Osaka       | 3:4       | Kashima Antlers    |

### Grupo D
| Equipo               | Pts | PJ | PG | PE | PP | GF | GC | DG |
| -------------------- | --- | -- | -- | -- | -- | -- | -- | -- |
| Kashiwa Reysol       | 11  | 6  | 3  | 2  | 1  | 13 | 5  | +8 |
| Nagoya Grampus Eight | 9   | 6  | 2  | 3  | 1  | 10 | 8  | +2 |
| Sanfrecce Hiroshima  | 7   | 6  | 2  | 1  | 3  | 8  | 11 | -3 |
| Vissel Kobe          | 5   | 6  | 1  | 2  | 3  | 6  | 13 | -7 |

| \| Fecha \| Lugar \| Local \| Resultado \| Visitante \| \| ----------- \| --------- \| -------------------- \| --------- \| -------------------- \| \| 8 de marzo \| Kashiwa \| Kashiwa Reysol \| 5:1 \| Vissel Kobe \| \| 8 de marzo \| Gifu \| Nagoya Grampus Eight \| 2:1 \| Sanfrecce Hiroshima \| \| 15 de marzo \| Kōbe \| Vissel Kobe \| 1:1 \| Nagoya Grampus Eight \| \| 15 de marzo \| Hiroshima \| Sanfrecce Hiroshima \| 0:2 \| Kashiwa Reysol \| \| 19 de marzo \| Hiroshima \| Sanfrecce Hiroshima \| 1:0 \| Vissel Kobe \| \| 19 de marzo \| Nagoya \| Nagoya Grampus Eight \| 1:1 \| Kashiwa Reysol \| \| 22 de marzo \| Kashiwa \| Kashiwa Reysol \| 3:0 \| Sanfrecce Hiroshima \| \| 22 de marzo \| Nagoya \| Nagoya Grampus Eight \| 3:0 \| Vissel Kobe \| \| 26 de marzo \| Kashiwa \| Kashiwa Reysol \| 1:1 \| Nagoya Grampus Eight \| \| 26 de marzo \| Kōbe \| Vissel Kobe \| 2:2 \| Sanfrecce Hiroshima \| \| 29 de marzo \| Kōbe \| Vissel Kobe \| 2:1 \| Kashiwa Reysol \| \| 29 de marzo \| Hiroshima \| Sanfrecce Hiroshima \| 4:2 \| Nagoya Grampus Eight \| |           |                      |           |                      |
| Fecha | Lugar     | Local                | Resultado | Visitante            |
| 8 de marzo | Kashiwa   | Kashiwa Reysol       | 5:1       | Vissel Kobe          |
| 8 de marzo | Gifu      | Nagoya Grampus Eight | 2:1       | Sanfrecce Hiroshima  |
| 15 de marzo | Kōbe      | Vissel Kobe          | 1:1       | Nagoya Grampus Eight |
| 15 de marzo | Hiroshima | Sanfrecce Hiroshima  | 0:2       | Kashiwa Reysol       |
| 19 de marzo | Hiroshima | Sanfrecce Hiroshima  | 1:0       | Vissel Kobe          |
| 19 de marzo | Nagoya    | Nagoya Grampus Eight | 1:1       | Kashiwa Reysol       |
| 22 de marzo | Kashiwa   | Kashiwa Reysol       | 3:0       | Sanfrecce Hiroshima  |
| 22 de marzo | Nagoya    | Nagoya Grampus Eight | 3:0       | Vissel Kobe          |
| 26 de marzo | Kashiwa   | Kashiwa Reysol       | 1:1       | Nagoya Grampus Eight |
| 26 de marzo | Kōbe      | Vissel Kobe          | 2:2       | Sanfrecce Hiroshima  |
| 29 de marzo | Kōbe      | Vissel Kobe          | 2:1       | Kashiwa Reysol       |
| 29 de marzo | Hiroshima | Sanfrecce Hiroshima  | 4:2       | Nagoya Grampus Eight |

### Grupo E
| Equipo             | Pts | PJ | PG | PE | PP | GF | GC | DG |
| ------------------ | --- | -- | -- | -- | -- | -- | -- | -- |
| Júbilo Iwata       | 14  | 6  | 4  | 2  | 0  | 12 | 6  | +6 |
| Yokohama Flügels   | 11  | 6  | 3  | 2  | 1  | 5  | 3  | +2 |
| Kyoto Purple Sanga | 4   | 6  | 1  | 1  | 4  | 5  | 9  | -4 |
| Avispa Fukuoka     | 3   | 6  | 0  | 3  | 3  | 6  | 10 | -4 |

| \| Fecha \| Lugar \| Local \| Resultado \| Visitante \| \| ----------- \| -------- \| ------------------ \| --------- \| ------------------ \| \| 8 de marzo \| Yokohama \| Yokohama Flügels \| 1:2 \| Júbilo Iwata \| \| 8 de marzo \| Kioto \| Kyoto Purple Sanga \| 1:0 \| Avispa Fukuoka \| \| 15 de marzo \| Iwata \| Júbilo Iwata \| 2:1 \| Kyoto Purple Sanga \| \| 15 de marzo \| Fukuoka \| Avispa Fukuoka \| 1:1 \| Yokohama Flügels \| \| 19 de marzo \| Fukuoka \| Avispa Fukuoka \| 1:1 \| Júbilo Iwata \| \| 19 de marzo \| Kioto \| Kyoto Purple Sanga \| 0:1 \| Yokohama Flügels \| \| 22 de marzo \| Yokohama \| Yokohama Flügels \| 1:0 \| Avispa Fukuoka \| \| 22 de marzo \| Kioto \| Kyoto Purple Sanga \| 1:3 \| Júbilo Iwata \| \| 26 de marzo \| Yokohama \| Yokohama Flügels \| 1:0 \| Kyoto Purple Sanga \| \| 26 de marzo \| Iwata \| Júbilo Iwata \| 4:2 \| Avispa Fukuoka \| \| 29 de marzo \| Iwata \| Júbilo Iwata \| 0:0 \| Yokohama Flügels \| \| 29 de marzo \| Fukuoka \| Avispa Fukuoka \| 2:2 \| Kyoto Purple Sanga \| |          |                    |           |                    |
| Fecha | Lugar    | Local              | Resultado | Visitante          |
| 8 de marzo | Yokohama | Yokohama Flügels   | 1:2       | Júbilo Iwata       |
| 8 de marzo | Kioto    | Kyoto Purple Sanga | 1:0       | Avispa Fukuoka     |
| 15 de marzo | Iwata    | Júbilo Iwata       | 2:1       | Kyoto Purple Sanga |
| 15 de marzo | Fukuoka  | Avispa Fukuoka     | 1:1       | Yokohama Flügels   |
| 19 de marzo | Fukuoka  | Avispa Fukuoka     | 1:1       | Júbilo Iwata       |
| 19 de marzo | Kioto    | Kyoto Purple Sanga | 0:1       | Yokohama Flügels   |
| 22 de marzo | Yokohama | Yokohama Flügels   | 1:0       | Avispa Fukuoka     |
| 22 de marzo | Kioto    | Kyoto Purple Sanga | 1:3       | Júbilo Iwata       |
| 26 de marzo | Yokohama | Yokohama Flügels   | 1:0       | Kyoto Purple Sanga |
| 26 de marzo | Iwata    | Júbilo Iwata       | 4:2       | Avispa Fukuoka     |
| 29 de marzo | Iwata    | Júbilo Iwata       | 0:0       | Yokohama Flügels   |
| 29 de marzo | Fukuoka  | Avispa Fukuoka     | 2:2       | Kyoto Purple Sanga |

### Mejores segundos
Entre los equipos que finalizaron en el segundo lugar de sus respectivos grupos, los tres mejores avanzaron a cuartos de final.
| Equipo               | Gr | Pts | PJ | PG | PE | PP | GF | GC | DG |
| -------------------- | -- | --- | -- | -- | -- | -- | -- | -- | -- |
| Yokohama Flügels     | E  | 11  | 6  | 3  | 2  | 1  | 5  | 3  | +2 |
| Urawa Red Diamonds   | C  | 10  | 6  | 2  | 4  | 0  | 9  | 3  | +6 |
| Nagoya Grampus Eight | D  | 9   | 6  | 2  | 3  | 1  | 10 | 8  | +2 |
| Verdy Kawasaki       | B  | 9   | 6  | 2  | 3  | 1  | 9  | 8  | +1 |
| Shimizu S-Pulse      | A  | 9   | 6  | 2  | 3  | 1  | 7  | 6  | +1 |

## Fase final

### Cuadro de desarrollo
|  | Cuartos de final     | Cuartos de final   | Cuartos de final   |   |                      | Semifinales         | Semifinales         | Semifinales         |  |                 | Final                | Final                | Final                |  |
|  | 15 y 18 de octubre   | 15 y 18 de octubre | 15 y 18 de octubre |   |                      | 1 al 9 de noviembre | 1 al 9 de noviembre | 1 al 9 de noviembre |  |                 | 22 y 29 de noviembre | 22 y 29 de noviembre | 22 y 29 de noviembre |  |
|  |                      |                    |                    |   |                      |                     |                     |                     |  |                 |                      |                      |                      |  |
|  |                      |                    |                    |   |                      |                     |                     |                     |  |                 |                      |                      |                      |  |
|  | JEF United Ichihara  | 0                  | 1                  |   |                      |                     |                     |                     |  |                 |                      |                      |                      |  |
|  | JEF United Ichihara  | 0                  | 1                  |   |                      |                     |                     |                     |  |                 |                      |                      |                      |  |
|  | Nagoya Grampus Eight | 4                  | 1                  |   |                      |                     |                     |                     |  |                 |                      |                      |                      |  |
|  | Nagoya Grampus Eight | 4                  | 1                  |   | Nagoya Grampus Eight | 0                   | 0                   |                     |  |                 |                      |                      |                      |  |
|  |                      |                    |                    |   | Nagoya Grampus Eight | 0                   | 0                   |                     |  |                 |                      |                      |                      |  |
|  |                      |                    | Kashima Antlers    | 1 | 0                    |                     |                     |                     |  |                 |                      |                      |                      |  |
|  | Kashima Antlers      | 2                  | Kashima Antlers    | 1 | 0                    | 7                   |                     |                     |  |                 |                      |                      |                      |  |
|  | Kashima Antlers      | 2                  |                    |   |                      |                     |                     |                     |  |                 |                      |                      |                      |  |
|  | Consadole Sapporo    | 1                  | 0                  |   |                      |                     |                     |                     |  |                 |                      |                      |                      |  |
|  | Consadole Sapporo    | 1                  | 0                  |   |                      |                     |                     |                     |  | Kashima Antlers | 2                    | 5                    |                      |  |
|  |                      |                    |                    |   |                      |                     |                     |                     |  | Kashima Antlers | 2                    | 5                    |                      |  |
|  |                      |                    | Júbilo Iwata       | 1 | 1                    |                     |                     |                     |  |                 |                      |                      |                      |  |
|  | Júbilo Iwata         | 0                  | Júbilo Iwata       | 1 | 1                    | 3                   |                     |                     |  |                 |                      |                      |                      |  |
|  | Júbilo Iwata         | 0                  |                    |   |                      |                     |                     |                     |  |                 |                      |                      |                      |  |
|  | Urawa Red Diamonds   | 0                  | 2                  |   |                      |                     |                     |                     |  |                 |                      |                      |                      |  |
|  | Urawa Red Diamonds   | 0                  | 2                  |   | Júbilo Iwata (t.s.)  | 0                   | 2                   |                     |  |                 |                      |                      |                      |  |
|  |                      |                    |                    |   | Júbilo Iwata (t.s.)  | 0                   | 2                   |                     |  |                 |                      |                      |                      |  |
|  |                      |                    | Yokohama Flügels   | 1 | 0                    |                     |                     |                     |  |                 |                      |                      |                      |  |
|  | Kashiwa Reysol       | 1                  | Yokohama Flügels   | 1 | 0                    | 0                   |                     |                     |  |                 |                      |                      |                      |  |
|  | Kashiwa Reysol       | 1                  |                    |   |                      |                     |                     |                     |  |                 |                      |                      |                      |  |
|  | Yokohama Flügels     | 0                  | 3                  |   |                      |                     |                     |                     |  |                 |                      |                      |                      |  |
|  | Yokohama Flügels     | 0                  | 3                  |   |                      |                     |                     |                     |  |                 |                      |                      |                      |  |
|  |                      |                    |                    |   |                      |                     |                     |                     |  |                 |                      |                      |                      |  |

- El equipo de arriba es el que ejerció la localía en el partido de vuelta.
- Los horarios de los partidos corresponden al huso horario de Japón: (UTC+9)

### Cuartos de final
| 15 de octubre de 1997, 19:00 | Nagoya Grampus Eight                                     | 4:0 (1:0) | JEF United Ichihara | Estadio Gifu Nagaragawa, Gifu                            |                                                          |
|                              | Fukuda 41' · Stojković 46' · Mochizuki 71' · Okayama 83' | Reporte   |                     | Asistencia: 4.033 espectadores Árbitro(s): Alfredo Rodas | Asistencia: 4.033 espectadores Árbitro(s): Alfredo Rodas |

| 18 de octubre de 1997, 15:00 | JEF United Ichihara | 1:1 (0:0) | Nagoya Grampus Eight | Estadio Playa Ichihara, Ichihara                         |                                                          |
|                              | Hiroyama 48'        | Reporte   | Kina 71'             | Asistencia: 3.527 espectadores Árbitro(s): Hideo Kikuchi | Asistencia: 3.527 espectadores Árbitro(s): Hideo Kikuchi |

| 15 de octubre de 1997, 19:01 | Consadole Sapporo | 1:2 (1:1) | Kashima Antlers             | Estadio Atsubetsu Park, Sapporo                               |                                                               |
|                              | Dely Valdés 42'   | Reporte   | Jorginho 16' · Bismarck 83' | Asistencia: 12.983 espectadores Árbitro(s): Gamal Al-Ghandour | Asistencia: 12.983 espectadores Árbitro(s): Gamal Al-Ghandour |

| 18 de octubre de 1997, 15:02 | Kashima Antlers                                                                 | 7:0 (6:0) | Consadole Sapporo | Estadio de Kashima, Kashima                                |                                                            |
|                              | Jorginho 5' · Masuda 18' · Kurosaki 22', 28', 35' · Bismarck 39' · Hasegawa 77' | Reporte   |                   | Asistencia: 14.579 espectadores Árbitro(s): Leslie Mottram | Asistencia: 14.579 espectadores Árbitro(s): Leslie Mottram |

| 15 de octubre de 1997, 19:04 | Urawa Red Diamonds | 0:0     | Júbilo Iwata | Estadio Urawa Komaba, Saitama                                  |                                                                |
|                              |                    | Reporte |              | Asistencia: 14.411 espectadores Árbitro(s): Yasuhiro Matsuzaki | Asistencia: 14.411 espectadores Árbitro(s): Yasuhiro Matsuzaki |

| 18 de octubre de 1997, 15:03 | Júbilo Iwata                            | 3:2 (1:2) | Urawa Red Diamonds           | Estadio Yamaha, Iwata                                         |                                                               |
|                              | Nakayama 28', 53' · Adílson Batista 61' | Reporte   | Fukuda 37' · Tsuchihashi 43' | Asistencia: 10.091 espectadores Árbitro(s): Gamal Al-Ghandour | Asistencia: 10.091 espectadores Árbitro(s): Gamal Al-Ghandour |

| 15 de octubre de 1997, 19:02 | Yokohama Flügels | 0:1 (0:1) | Kashiwa Reysol | Estadio Mitsuzawa, Yokohama                                 |                                                             |
|                              |                  | Reporte   | Tanada 9'      | Asistencia: 4.093 espectadores Árbitro(s): Hiroyuki Umemoto | Asistencia: 4.093 espectadores Árbitro(s): Hiroyuki Umemoto |

| 18 de octubre de 1997, 19:00 | Kashiwa Reysol | 0:3 (0:2) | Yokohama Flügels            | Estadio Hitachi, Kashiwa                                 |                                                          |
|                              |                | Reporte   | Válber 13', 57' · Miura 31' | Asistencia: 6.766 espectadores Árbitro(s): Alfredo Rodas | Asistencia: 6.766 espectadores Árbitro(s): Alfredo Rodas |

### Semifinales
| 1 de noviembre de 1997, 19:04 | Kashima Antlers | 1:0 (1:0) | Nagoya Grampus Eight | Estadio de Kashima, Kashima                                  |                                                              |
|                               | Jorginho 39'    | Reporte   |                      | Asistencia: 13.361 espectadores Árbitro(s): Hiroyuki Umemoto | Asistencia: 13.361 espectadores Árbitro(s): Hiroyuki Umemoto |

| 8 de noviembre de 1997, 16:03 | Nagoya Grampus Eight | 0:0     | Kashima Antlers | Estadio Atlético Mizuho, Nagoya                           |                                                           |
|                               |                      | Reporte |                 | Asistencia: 9.948 espectadores Árbitro(s): Leslie Mottram | Asistencia: 9.948 espectadores Árbitro(s): Leslie Mottram |

| 1 de noviembre de 1997, 19:00 | Yokohama Flügels | 1:0 (0:0) | Júbilo Iwata | Estadio Mitsuzawa, Yokohama                                |                                                            |
|                               | Válber 53'       | Reporte   |              | Asistencia: 5.844 espectadores Árbitro(s): Masayoshi Okada | Asistencia: 5.844 espectadores Árbitro(s): Masayoshi Okada |

| 9 de noviembre de 1997, 13:03 | Júbilo Iwata         | 2:0 (1:0, 1:0) (t. s.) | Yokohama Flügels | Estadio Yamaha, Iwata                                    |                                                          |
|                               | Oku 35' · Dunga 104' | Reporte                |                  | Asistencia: 8.699 espectadores Árbitro(s): Naotsugu Fuse | Asistencia: 8.699 espectadores Árbitro(s): Naotsugu Fuse |

### Final
| 22 de noviembre de 1997, 15:03 | Júbilo Iwata | 1:2 (0:1) | Kashima Antlers                 | Estadio Yamaha, Iwata                                   |                                                         |
|                                | Nakayama 74' | Reporte   | Akita 33' · Jorginho 86' (pen.) | Asistencia: 10.437 espectadores Árbitro(s): Kiyoshi Ōta | Asistencia: 10.437 espectadores Árbitro(s): Kiyoshi Ōta |

| 29 de noviembre de 1997, 15:04 | Kashima Antlers                                        | 5:1 (2:0) | Júbilo Iwata | Estadio de Kashima, Kashima                                   |                                                               |
|                                | Sōma 23' · Mazinho 28', 50' · Hasegawa 51' · Akita 84' | Reporte   | Shimizu 73'  | Asistencia: 14.444 espectadores Árbitro(s): Shin'ichirō Obata | Asistencia: 14.444 espectadores Árbitro(s): Shin'ichirō Obata |

#### Ida
| 12         | Guardameta     | Tomoaki Ōgami       |     |
| 2          | Defensa        | Hideto Suzuki       | 81' |
| 28         | Defensa        | Takuma Koga         | 60' |
| 14         | Defensa        | Takahiro Yamanishi  |     |
| 4          | Defensa        | Adílson Batista     |     |
| 8          | Centrocampista | Dunga               |     |
| 25         | Centrocampista | Yasushi Kita        |     |
| 7          | Centrocampista | Hiroshi Nanami      |     |
| 10         | Centrocampista | Toshiya Fujita      |     |
| 9          | Delantero      | Masashi Nakayama    |     |
| 29         | Delantero      | Daisuke Oku         |     |
| Entrenador | Entrenador     | Luiz Felipe Scolari |     |

| 21         | Guardameta     | Yōhei Satō       |     |
| 4          | Defensa        | Ryōsuke Okuno    |     |
| 3          | Defensa        | Yutaka Akita     |     |
| 32         | Defensa        | Akira Narahashi  |     |
| 7          | Defensa        | Naoki Sōma       |     |
| 6          | Centrocampista | Yasuto Honda     |     |
| 23         | Centrocampista | Toshiyuki Abe    |     |
| 2          | Centrocampista | Jorginho         |     |
| 18         | Centrocampista | Kōji Kumagai     | 74' |
| 9          | Delantero      | Hisashi Kurosaki | 80' |
| 8          | Delantero      | Mazinho          |     |
| Entrenador | Entrenador     | João Carlos      |     |

| 33 | Delantero      | Takanori Nunobe  | 60' |
| 18 | Centrocampista | Norihisa Shimizu | 81' |

| 5  | Defensa   | Naruyuki Naitō     | 74' |
| 11 | Delantero | Yoshiyuki Hasegawa | 80' |

| Anotado | 74' | Masashi Nakayama | 1-1 |

| Anotado         | 33' | Yutaka Akita | 0-1 |
| Anotado · Penal | 86' | Jorginho     | 1-2 |

| Amonestado | 44' | Dunga         |
| Amonestado | 52' | Yasushi Kita  |
| Amonestado | 58' | Hideto Suzuki |

| Amonestado | 15' | Akira Narahashi |
| Amonestado | 74' | Toshiyuki Abe   |
| Amonestado | 89' | Mazinho         |

| Otorgado · Expulsado | 34' | Akira Narahashi |

| Árbitro             | Kiyoshi Ōta        |
| Árbitros asistentes | Hiroshi Fukuda     |
| Árbitros asistentes | Hideaki Harada     |
| Cuarto árbitro      | Kazuhiko Matsumura |

| 12         | Guardameta     | Tomoaki Ōgami       |     |
| 2          | Defensa        | Hideto Suzuki       | 81' |
| 28         | Defensa        | Takuma Koga         | 60' |
| 14         | Defensa        | Takahiro Yamanishi  |     |
| 4          | Defensa        | Adílson Batista     |     |
| 8          | Centrocampista | Dunga               |     |
| 25         | Centrocampista | Yasushi Kita        |     |
| 7          | Centrocampista | Hiroshi Nanami      |     |
| 10         | Centrocampista | Toshiya Fujita      |     |
| 9          | Delantero      | Masashi Nakayama    |     |
| 29         | Delantero      | Daisuke Oku         |     |
| Entrenador | Entrenador     | Luiz Felipe Scolari |     |

| 21         | Guardameta     | Yōhei Satō       |     |
| 4          | Defensa        | Ryōsuke Okuno    |     |
| 3          | Defensa        | Yutaka Akita     |     |
| 32         | Defensa        | Akira Narahashi  |     |
| 7          | Defensa        | Naoki Sōma       |     |
| 6          | Centrocampista | Yasuto Honda     |     |
| 23         | Centrocampista | Toshiyuki Abe    |     |
| 2          | Centrocampista | Jorginho         |     |
| 18         | Centrocampista | Kōji Kumagai     | 74' |
| 9          | Delantero      | Hisashi Kurosaki | 80' |
| 8          | Delantero      | Mazinho          |     |
| Entrenador | Entrenador     | João Carlos      |     |

| 33 | Delantero      | Takanori Nunobe  | 60' |
| 18 | Centrocampista | Norihisa Shimizu | 81' |

| 5  | Defensa   | Naruyuki Naitō     | 74' |
| 11 | Delantero | Yoshiyuki Hasegawa | 80' |

| Anotado | 74' | Masashi Nakayama | 1-1 |

| Anotado         | 33' | Yutaka Akita | 0-1 |
| Anotado · Penal | 86' | Jorginho     | 1-2 |

| Amonestado | 44' | Dunga         |
| Amonestado | 52' | Yasushi Kita  |
| Amonestado | 58' | Hideto Suzuki |

| Amonestado | 15' | Akira Narahashi |
| Amonestado | 74' | Toshiyuki Abe   |
| Amonestado | 89' | Mazinho         |

| Otorgado · Expulsado | 34' | Akira Narahashi |

| Árbitro             | Kiyoshi Ōta        |
| Árbitros asistentes | Hiroshi Fukuda     |
| Árbitros asistentes | Hideaki Harada     |
| Cuarto árbitro      | Kazuhiko Matsumura |

#### Vuelta
| 21         | Guardameta     | Yōhei Satō         |     |
| 4          | Defensa        | Ryōsuke Okuno      |     |
| 3          | Defensa        | Yutaka Akita       |     |
| 7          | Defensa        | Naoki Sōma         |     |
| 5          | Defensa        | Naruyuki Naitō     |     |
| 6          | Centrocampista | Yasuto Honda       |     |
| 14         | Centrocampista | Tadatoshi Masuda   | 81' |
| 2          | Centrocampista | Jorginho           |     |
| 10         | Centrocampista | Bismarck           |     |
| 11         | Delantero      | Yoshiyuki Hasegawa |     |
| 8          | Delantero      | Mazinho            | 81' |
| Entrenador | Entrenador     | João Carlos        |     |

| 12         | Guardameta     | Tomoaki Ōgami       |     |
| 20         | Defensa        | Kiyokazu Kudō       | 72' |
| 5          | Defensa        | Makoto Tanaka       |     |
| 14         | Defensa        | Takahiro Yamanishi  |     |
| 4          | Defensa        | Adílson Batista     |     |
| 10         | Centrocampista | Toshiya Fujita      |     |
| 25         | Centrocampista | Yasushi Kita        | 45' |
| 2          | Centrocampista | Hideto Suzuki       |     |
| 7          | Centrocampista | Hiroshi Nanami      |     |
| 9          | Delantero      | Masashi Nakayama    |     |
| 29         | Delantero      | Daisuke Oku         |     |
| Entrenador | Entrenador     | Luiz Felipe Scolari |     |

| 13 | Delantero      | Atsushi Yanagisawa | 81' |
| 18 | Centrocampista | Kōji Kumagai       | 81' |

| 18 | Centrocampista | Norihisa Shimizu | 45' |
| 33 | Delantero      | Takanori Nunobe  | 72' |

| Anotado | 23' | Naoki Sōma         | 1-0 |
| Anotado | 28' | Mazinho            | 2-0 |
| Anotado | 50' | Mazinho            | 3-0 |
| Anotado | 51' | Yoshiyuki Hasegawa | 4-0 |
| Anotado | 84' | Yutaka Akita       | 5-1 |

| Anotado | 73' | Norihisa Shimizu | 4-1 |

| Amonestado | 4'  | Jorginho      |
| Amonestado | 9'  | Ryōsuke Okuno |
| Amonestado | 34' | Mazinho       |
| Amonestado | 37' | Bismarck      |

| Amonestado | 44' | Hideto Suzuki   |
| Amonestado | 49' | Kiyokazu Kudō   |
| Amonestado | 64' | Adílson Batista |
| Amonestado | 68' | Makoto Tanaka   |

| Otorgado · Expulsado | 57' | Hideto Suzuki |

| Árbitro             | Shin'ichirō Obata  |
| Árbitros asistentes | Kazuya Yanagisawa  |
| Árbitros asistentes | Keiji Kamiara      |
| Cuarto árbitro      | Toshimitsu Yoshida |

| 21         | Guardameta     | Yōhei Satō         |     |
| 4          | Defensa        | Ryōsuke Okuno      |     |
| 3          | Defensa        | Yutaka Akita       |     |
| 7          | Defensa        | Naoki Sōma         |     |
| 5          | Defensa        | Naruyuki Naitō     |     |
| 6          | Centrocampista | Yasuto Honda       |     |
| 14         | Centrocampista | Tadatoshi Masuda   | 81' |
| 2          | Centrocampista | Jorginho           |     |
| 10         | Centrocampista | Bismarck           |     |
| 11         | Delantero      | Yoshiyuki Hasegawa |     |
| 8          | Delantero      | Mazinho            | 81' |
| Entrenador | Entrenador     | João Carlos        |     |

| 12         | Guardameta     | Tomoaki Ōgami       |     |
| 20         | Defensa        | Kiyokazu Kudō       | 72' |
| 5          | Defensa        | Makoto Tanaka       |     |
| 14         | Defensa        | Takahiro Yamanishi  |     |
| 4          | Defensa        | Adílson Batista     |     |
| 10         | Centrocampista | Toshiya Fujita      |     |
| 25         | Centrocampista | Yasushi Kita        | 45' |
| 2          | Centrocampista | Hideto Suzuki       |     |
| 7          | Centrocampista | Hiroshi Nanami      |     |
| 9          | Delantero      | Masashi Nakayama    |     |
| 29         | Delantero      | Daisuke Oku         |     |
| Entrenador | Entrenador     | Luiz Felipe Scolari |     |

| 13 | Delantero      | Atsushi Yanagisawa | 81' |
| 18 | Centrocampista | Kōji Kumagai       | 81' |

| 18 | Centrocampista | Norihisa Shimizu | 45' |
| 33 | Delantero      | Takanori Nunobe  | 72' |

| Anotado | 23' | Naoki Sōma         | 1-0 |
| Anotado | 28' | Mazinho            | 2-0 |
| Anotado | 50' | Mazinho            | 3-0 |
| Anotado | 51' | Yoshiyuki Hasegawa | 4-0 |
| Anotado | 84' | Yutaka Akita       | 5-1 |

| Anotado | 73' | Norihisa Shimizu | 4-1 |

| Amonestado | 4'  | Jorginho      |
| Amonestado | 9'  | Ryōsuke Okuno |
| Amonestado | 34' | Mazinho       |
| Amonestado | 37' | Bismarck      |

| Amonestado | 44' | Hideto Suzuki   |
| Amonestado | 49' | Kiyokazu Kudō   |
| Amonestado | 64' | Adílson Batista |
| Amonestado | 68' | Makoto Tanaka   |

| Otorgado · Expulsado | 57' | Hideto Suzuki |

| Árbitro             | Shin'ichirō Obata  |
| Árbitros asistentes | Kazuya Yanagisawa  |
| Árbitros asistentes | Keiji Kamiara      |
| Cuarto árbitro      | Toshimitsu Yoshida |

|                                     |
| Bandera de Prefectura de Ibaraki    |
| Campeón Kashima Antlers 1.er título |

## Estadísticas

### Goleadores
| Jugador                                   | Club                | Goles | PJ |
| ----------------------------------------- | ------------------- | ----- | -- |
| Jorge Dely Valdés                         | Consadole Sapporo   | 8     | 8  |
| Rade Bogdanović                           | JEF United Ichihara | 8     | 6  |
| Edílson                                   | Kashiwa Reysol      | 8     | 6  |
| Wagner Lopes                              | Bellmare Hiratsuka  | 8     | 6  |
| Jorginho                                  | Kashima Antlers     | 7     | 12 |
| Mazinho                                   | Kashima Antlers     | 6     | 12 |
| Masashi Nakayama                          | Júbilo Iwata        | 6     | 11 |
| Válber                                    | Yokohama Flügels    | 5     | 10 |
| Yoshiyuki Hasegawa                        | Kashima Antlers     | 4     | 11 |
| Masahiro Fukuda                           | Urawa Red Diamonds  | 4     | 8  |
| Última actualización: 14 de junio de 2017 |                     |       |    |

### Mejor Jugador
| Jugador  | Club            |
| -------- | --------------- |
| Jorginho | Kashima Antlers |

### Premio Nuevo Héroe
El Premio Nuevo Héroe es entregado al mejor jugador del torneo menor de 23 años.
| Jugador        | Club            |
| -------------- | --------------- |
| Atsuhiro Miura | Kashima Antlers |